# Axis Amerika
Axis Amerika è il nome di due gruppi diversi di super criminali che comparvero nei fumetti della DC Comics.

## Axis Amerika (Golden Age)
Comparsi per la prima volta in Young All-Stars n. 1 (giugno 1987), questi super criminali erano l'arma segreta di Adolf Hitler contro la All-Star Squadron. Questa squadra fu creata da Roy Thomas e dall'artista Brian Murray come analogia degli eroi della Golden Age rimossi dalla continuità come risultato di Crisi sulle Terre infinite.

### Storia della squadra
La prima missione conosciuta della squadra era di far cadere il morale dell'America uccidendo i suoi supereroi, conosciuti come "Uomini del Mistero". La valchiria Gruda infatti rubò l'anima di uno di loro, l'eroe esplosivo conosciuto come TNT. Fu poco dopo, che Tsunami cominciò ad avere alcuni problemi. Fu rimpiazzata quindi da Kamikaze. Durante un'intensa battaglia, Fledermaus fu ucciso da Fury, mentre era infettata dal dio Tisifone. Gli Axis subirono una grossa perdita, ma ritornarono. Gli All-Stars furono aiutati in un secondo combattimento da un gruppo di eroi, a loro simili, chiamati Gli Alleati. Questa squadra comprendeva Fireball, Kuei, Phantasmo e Squire.
Le attività post-Guerra degli Axis fu sconosciuta finché Ubermensch e Sea Wolf si unirono alla Società. Sea Wolf divenne un nemico di Aquaman.

#### Membri
- Ubermensch: controparte di Superman;
- Grösshorn Eule (Horned Owl, dall'inglese, Gufo Cornuto): controparte di Batman;
- Fledermaus (pipistrello): ucciso in Young All-Stars n. 6; controparte di Robin;
- Gudra: una guerriera valchiria, controparte di Wonder Woman; Fu anche la valchiria assoldata da Hitler per assassinare il presidente degli Stati Uniti Franklin D. Roosevelt, che in origine ispirò la formazione della Justice Society of America;
- Sea Wolf: uno spirito d'acqua licantropico; controparte di Aquaman;
- Usil: un arciere dall'Italia fascista; controparte di Freccia Verde;
- Sumo il Samurai: un gigantesco samurai e agente personale di Hirohito;
- Tsunami: idrocinetica giapponese; Si unì poi alla Young All-Stars;
- Kamikaze: un missile vivente; un altro rappresentante dell'impero giapponese;

## Axis Amerika (Modern Age)
Questa squadra è una versione rinnovata del vecchio gruppo e fu creato da Manson e la sua organizzazione Clockwaters; non avevano nessuna relazione con il gruppo originale. Questa versione degli Axis Amerika era un culto fascista segreto che dirigeva un orfanotrofio chiamato Safe Haven. La Justice League of America dovette negoziare tra le forze governative e ciò che credettero essere uomini e donne innocenti all'interno del campo. Manson manipolò Faith, il suo ex servo, facendo sì che i suoi poteri finissero fuori controllo. Sembrò, a tutto il pubblico, che la Justice League avesse assassinato migliaia di persone innocenti.
Superman fu imprigionato per la distruzione di Safe Haven. Faith ritornò da Manson, promettendogli di lavorare per lui se il nome della JLA fosse stato ripulito. La nuova Axis Amerika consisteva di Ubermensch (Sheperd), Hel (Vela), Zaladin, Fleshburn e Great White.
La Axis Amerika accusò la Justice League di atti di terrorismo, ma furono scoperti come ideatori del piano.
Ubermensch fu visti successivamente in un attacco della Società ai Segreti Sei.

### Membri
- Great White
- Fleshburn
- Hel/Vela
- Manson
- The Mouth
- Ubermensch/Sheperd
- Zaladin